# Mrázovce
Mrázovce (ungarisch Dér – bis 1907 Mrázóc) ist eine Gemeinde im Nordosten der Slowakei mit 188 Einwohnern (Stand 31. Dezember 2024), die zum Okres Stropkov, einem Kreis des Prešovský kraj gehört.

## Geographie

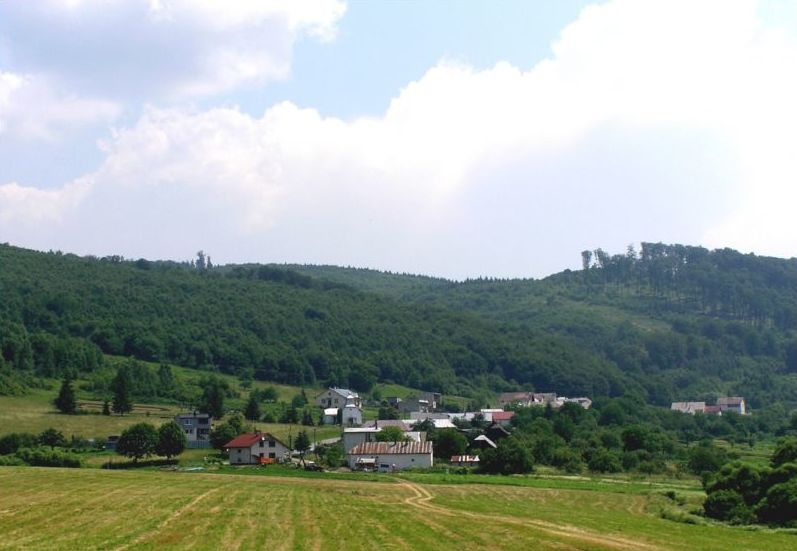
Mrázovce

Die Gemeinde befindet sich in den Niederen Beskiden im Bergland Ondavská vrchovina, unweit des Ostufers des Stausees Veľká Domaša im Verlauf der Ondava. Das Ortszentrum liegt auf einer Höhe von 248 m n.m. und ist 11 Kilometer von Stropkov entfernt.
Nachbargemeinden sind Miňovce im Westen und Norden, Tokajík im Osten, Vyšný Hrabovec im Südosten und Turany nad Ondavou im Süden und Südwesten.

## Geschichte
Mrázovce wurde zum ersten Mal 1408 als Mrazouicz, Mrazonicz, Mrazanicz schriftlich erwähnt, weitere historische Bezeichnungen sind unter anderen Mrazouich (1410), Mrazolcz, Mrazowcze (1773), Mrazowec (1786) und Mrázowce (1808). Das Dorf war zuerst Besitz der Familie Erdődy und danach lag es bis zum 17. Jahrhundert in der Herrschaft von Stropkov. Im 18. Jahrhundert stammten die Gutsherren unter anderen aus den Familien Senney und Horváth, im 19. Jahrhundert Szentiványi und Szinnyei.
1715 gab es 15 verlassene und fünf bewohnte Haushalte. 1787 hatte die Ortschaft 15 Häuser und 86 Einwohner, 1828 zählte man 15 Häuser und 119 Einwohner, die als Landwirte und Waldarbeiter beschäftigt waren.
Bis 1918 gehörte der im Komitat Semplin liegende Ort zum Königreich Ungarn und kam danach zur Tschechoslowakei beziehungsweise heute Slowakei. Während des Zweiten Weltkriegs agierten Partisanengruppen in der Gegend. 1944 wurde der Ort in Brand gesetzt, nach Kriegsende aber wieder aufgebaut. 

## Bevölkerung
| Jahr                | 1994 | 2004    | 2014  | 2024     |
| ------------------- | ---- | ------- | ----- | -------- |
| Anzahl der Personen | 91   | 100     | 89    | 79       |
| Unterschied         |      | +9,89 % | −11 % | −11,23 % |

| Jahr                | 2023 | 2024 |
| ------------------- | ---- | ---- |
| Anzahl der Personen | 79   | 79   |
| Unterschied         |      | +0 % |

Nach der Volkszählung 2011 wohnten in Mrázovce 90 Einwohner, alle davon Slowaken.
78 Einwohner bekannten sich zur griechisch-katholischen Kirche und 11 Einwohner zur römisch-katholischen Kirche. Bei einem Einwohner wurde die Konfession nicht ermittelt.

## Verkehr
Durch Mrázovce führt die Cesta III. triedy 3573 („Straße 3. Ordnung“) von einer Kreuzung mit der Cesta I. triedy 15 („Straße 1. Ordnung“) bei Miňovce nach Ďapalovce.